# Ferdinand Roy
Ferdinand Roy (1er septembre 1873, L'Ancienne-Lorette, Québec, Canada - 22 juin 1948, Québec, Québec, Canada), est un avocat, professeur et juge québécois. Il a été bâtonnier du Québec.

## Origine et formation
Ferdinand Roy est le fils d'Anselme Roy et de Caroline Roy, née Robitaille. Il est baptisé à l'église Notre-Dame de l'Annonciation de L'Ancienne-Lorette sous le nom de Victor-Ferdinand Roy, le dernier d'une fratrie de six enfants,.
Il entame ses études au Petit Séminaire de Québec avant de poursuivre des études en droit à l'Université Laval de Québec, où il décroche un doctorat en droit en 1902. Il est également récipiendaire de la Médaille du gouverneur-général, qui récompense des élèves et des étudiants au Canada dont les succès scolaires ont été exceptionnels. La thèse de doctorat de Ferdinand Roy, intitulé Des restrictions au droit de plaider en matière civile, porte sur les fondements de pouvoir plaider en cour, des conditions requises pour pouvoir intenter une action en justice et du droit de plaider des corporations, entre autres,.
Au mois de juillet 1896, à l'âge de 25 ans, Ferdinand Roy est admis au Barreau du Québec.

## Carrière professionnelle
Ferdinand Roy ne tarde pas à se démarquer dans le milieu du droit de la ville de Québec. Sitôt après être devenu membre du Barreau du Québec, Charles Fitzpatrick, tout récemment nommé au poste de Solliciteur général du Canada, l'emploie en tant que secrétaire personnel. En 1898, à la suite de l'achèvement de son stage de clerc sous la direction de Fitzpatrick, Ferdinand Roy entre en société avec celui-ci et un autre de ses associés, le futur premier ministre du Québec Louis-Alexandre Taschereau. Ils sont rejoints plus tard par Lawrence Arthur Dumoulin Cannon (en)(le frère de Lucien Cannon et le fils de Lawrence John Cannon) et Simon-Napoléon Parent, maire de Québec et premier ministre du Québec. Ils forment ensemble le cabinet d'avocat Taschereau, Roy, Cannon, Parent & Fitzpatrick, une des sociétés de droit les plus en vue de Québec,,. Après sa nomination par le premier ministre du Canada Wilfrid Laurier à titre de président du Chemin de fer transcontinental au Canada, Simon-Napoléon Parent est remplacé par son fils Georges Parent,,. Ferdinand Roy reste membre de ce cabinet d'avocat pendant trente et un ans.

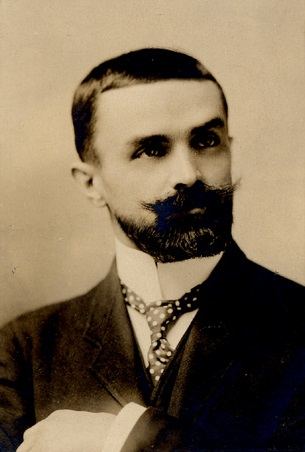
Ferdinand Roy, vers 1900.

Quelques années après avoir complété son doctorat, Ferdinand Roy est courtisé par l'Université Laval afin qu'il vienne enseigner au sein de leur établissement d'enseignement supérieur. En 1906, il accepte un poste de professeur au sein de l'université québécoise, et se met à enseigner le droit criminel et le droit civil jusqu'en 1929, année où il devient le doyen de la Faculté de droit,. Ferdinand Roy reste doyen jusqu'en 1947.
En 1908, deux années après avoir obtenu le poste de professeur à l'Université Laval, Ferdinand Roy est créé Conseiller du roi.
En 1917, alors que le Canada se prépare à imposer la conscription pour augmenter son contingent à la Première Guerre mondiale, Ferdinand Roy publie L'Appel aux armes et la réponse canadienne-française, une brochure qui endosse la conscription des citoyens canadiens pour soutenir l'effort de guerre,. Cette brochure s'incarne dans un contexte plus large de contestation des mesures de conscription et qui culmine à une crise civile, politique et miliaire, la crise de la conscription,.
En 1918, Ferdinand Roy est le cofondateur de l'Hôpital Laval avec le docteur Arthur Rousseau, une institution de santé aujourd'hui connu sous le nom d'Institut universitaire de cardiologie et de pneumologie de Québec,. Présent sur le premier conseil d'administration de l'établissement de santé, Ferdinand Roy y agit à titre de secrétaire-trésorier.
En 1919, les membres du Barreau de Québec élisent Ferdinand Roy à titre de bâtonnier de Québec, un mandat qui sera renouvelé en 1920. En mai 1920, c'est l'entièreté des membres du Barreau du Québec qui votent en majorité pour l'élire en tant que bâtonnier du Québec pour le bâtonnat de 1920-1921.

Vers la fin de sa vie, Ferdinand Roy est devenu président du comité France-Amérique et de l’Institut canadien de Québec,.

## Haute magistrature
C'est en 1927 que le lieutenant-gouverneur du Québec, sur recommendation du Conseil exécutif du Québec, nomme Ferdinand Roy juge en chef de la Cour de magistrat, un ancêtre de la Cour du Québec,. La Cour de magistrat est un ancien tribunal québécois dont la création remonte à 1869. Créé sous l'impulsion du gouvernement Chauveau, la charge de cette institution juridique peut se comprendre comme suit:

« La compétence de la Cour est mixte, ce qui veut dire qu'elle est à la fois civile et criminelle. Elle ne s'applique que sur le territoire de la localité ou du comté pour lesquels une telle cour est créée. En matière civile, la Cour juge principalement les demandes de nature personnelle et de nature mobilière qui émanent de contrats ou de quasi-contrats et dont la valeur en litige est de moins de 25$. Elle peut juger d'autres actions, notamment des actions pour recouvrement ou arrérage de dîmes, pour recouvrement de taux, taxes, cotisations et contributions en matières scolaire et municipale. Elle statue également sur le recouvrement de pénalités et d'autres sommes dues à la province en vertu de lois particulières ainsi que pour des licences. »

En 1939, il devient aussi président de l'Office des salaires raisonnables, puis de l'organisme qui lui succède en 1940, la Commission du salaire minimum,. Ferdinand Roy reste juge en chef de la Cour de magistrat jusqu'à son décès en juin 1948.
Ferdinand Roy est un ardent défenseur du maintien du Code civil français et de la Coutume de Paris dans la pratique du droit québécois, qu'il considère comme des remparts de la culture canadienne-française. Il affirme que « c'est un monument dont nous avons les meilleures raisons possibles d'être fiers, et qui, par surcroît, nous montre le chemin du salut ; il forme, avec la langue, avec la religion, la forteresse trois fois sacrée sans quoi nous ne saurions rester ce que nous sommes ».

### Commission des droits civils de la Femme
En 1929, le gouvernement Taschereau mandate le juge Charles-Édouard Dorion de présider une commission d'enquête concernant les droits civils des femmes. Cette commission d'enquête sera davantage connue sous le nom de Commission Dorion. Ferdinand Roy est nommé à titre de rapporteur au sein de cette commission, c'est-à-dire qu'il « exerce un contrôle sur pièces et sur place, et est habilité à se faire communiquer tout document de service à l’exception de ceux concernant la défense nationale, les affaires étrangères et la sécurité de l’État ». Sont également présents sur cette commission les notaires Victor Morin et Joseph Sirois,,. Dans sa thèse de doctorat, Ferdinand Roy notait justement que dans le droit québécois, « les incapacités dont la femme peut être frappée résultent uniquement du fait de son mariage », et non simplement de son sexe, comme dans le droit romain.

La commission tient une audience publique à Montréal et une autre à Québec et reçoit de nombreuses recommandations écrites. La commission a produit trois rapports, dont le dernier a été remis au gouvernement de Louis-Alexandre Taschereau le 15 janvier 1931. La Commission a entre autres permis aux femmes de toucher le produit de leur labeur et d'agir à titre de témoins à la signature d'un testament. L'âge légal du mariage a aussi été augmenté à 14 ans pour les filles et 16 ans pour les garçons. Cependant, dans sa globalité, avec leurs propositions timides « les commissaires rejettent toute modification qui, d’après eux, pourrait porter atteinte à l’ordre familial traditionnel ». Il faudra, par exemple, attendre l'année 1940 avant que le droit de vote ne soit accordé aux femmes et 1941 pour que les femmes soient admises à l'exercice de la profession d'avocat,.
- Les trois rapports de la Commission des droits civils de la femme (textes complets)
- Premier Rapport des Commissaires
- Deuxième Rapport des Commissaires
- Troisième Rapport des Commissaires

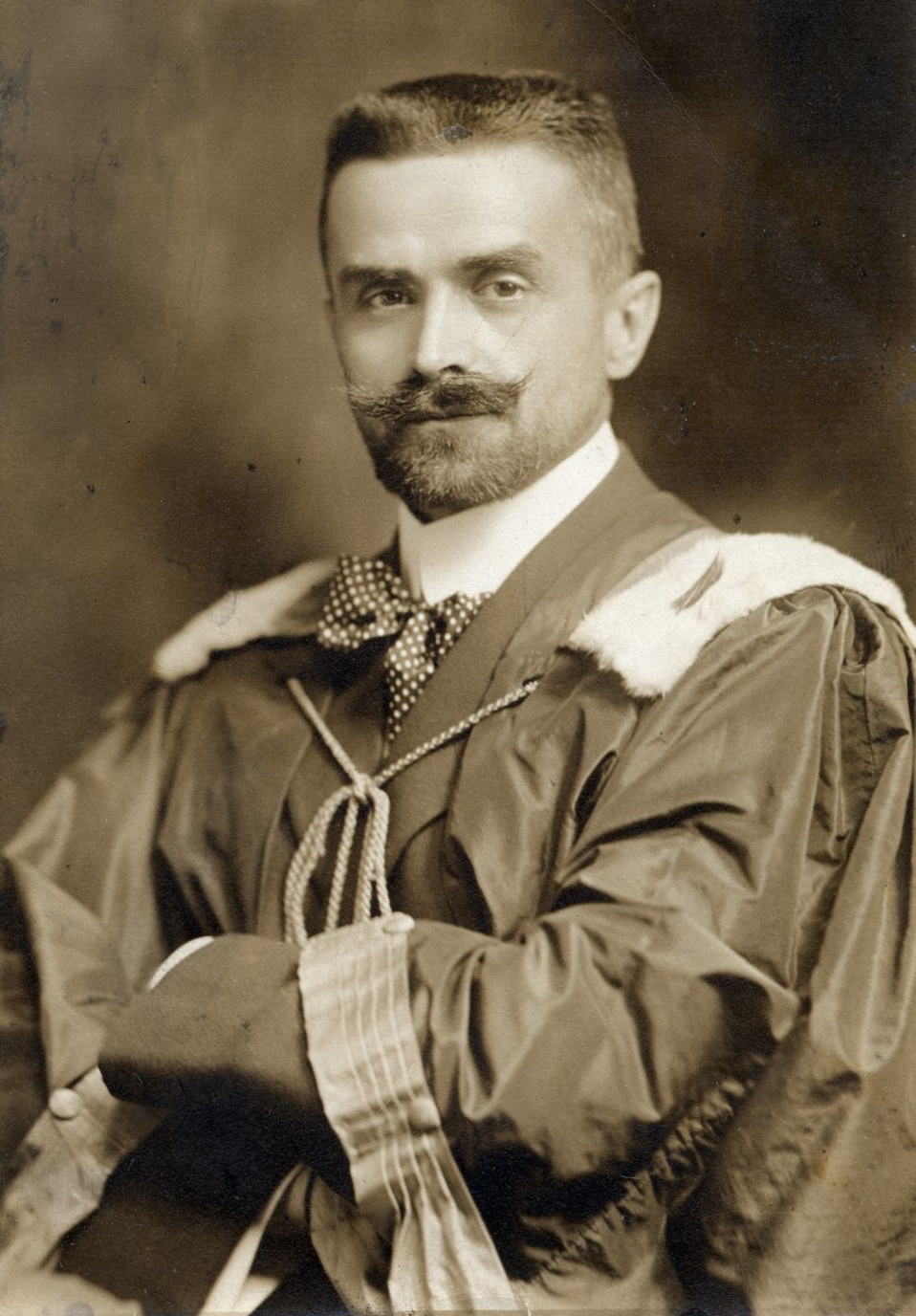
Ferdinand Roy, vers 1920.

## Vie privée et décès
Le 18 avril 1899, Ferdinand Roy, 26 ans, épouse Amélie Legendre, 21 ans, fille de l'avocat et écrivain Napoléon Legendre, à la Basilique-cathédrale Notre-Dame de Québec. Quatre enfants sont connus du couple : Maurice, Ralph, Adrienne et Louise-Anna. Maurice Roy, l'aîné, deviendra évêque du diocèse de Trois-Rivières en 1946, archevêque de Québec en 1947 puis cardinal en 1965,. Après Elzéar-Alexandre Taschereau, Louis-Nazaire Bégin, Raymond-Marie Rouleau et Jean-Marie-Rodrigue Villeneuve, Maurice Roy devient le cinquième Québécois à siéger au sein du Collège des cardinaux de l’Église catholique romaine.
En 1904, Ferdinand Roy acquiert une propriété dans la Ville de Québec, situé au 10, rue du Parloir, qu'il occupe au moins jusqu'en 1932,,. Il réside aussi à la maison François-Xavier-Garneau, qui appartenait alors à son beau-père, Napoléon Legendre. C'est d'ailleurs dans cette demeure, inscrite au Registre du patrimoine culturel du Québec en 1966, que nait Maurice Roy. Il possède également une résidence d'été sur l'Île d'Orléans.
Ferdinand Roy, en plus d'être un amateur de chasse et pêche, a fait partie de quelques clubs au fil de sa vie : club Garrison, club Laurentide fish and game, club Jacques Cartier fish and game et le club de golf d'Orléans. La rue Ferdinand-Roy à Québec lui est dédié.
Le 20 juin 1948, Ferdinand Roy souffre d'une légère indisposition d'apparence inoffensive et se rend à l'Hôtel-Dieu de Québec. Aux petites heures du matin, le 22 juin 1948, Ferdinand Roy décède subitement à l'âge de 74 ans et 9 mois. Les funérailles se sont déroulés à la Basilique-cathédrale Notre-Dame de Québec,. Pour l'heure, aucune source n'atteste de l'endroit où le défunt juge a été inhumé.

## Hommages et distinctions

### Titre honorifique
- Conseiller du roi[4]

### Titre de civilité
- Monsieur le bâtonnier[22]

### Toponymes
- La rue Ferdinand-Roy a été nommée en son honneur à Sainte-Foy , en 2000, maintenant dans la ville de Québec.

## Ouvrages
- Ferdinand Roy, Des restrictions au droit de plaider en matière civile - Thèse de doctorat, Québec, Canada, Imprimerie Darveau, Jos. Beauchamp, Successeur., 1902, 301 pages. Lire en ligne
- Ferdinand Roy, L'Appel aux armes et la réponse canadienne-française. Étude sur le conflit de races, Québec, Canada, J.-P. Garneau Libraire-Éditeur, 1917, 85 pages.

#### Droit
- Avocat, Juriste
- Droit au Québec, Droit civil
- Histoire du droit au Québec, XIXe siècle en droit au Québec, XXe siècle en droit au Québec
- Système judiciaire du Québec, Loi du Québec
- Barreau du Québec, Bâtonnier du Québec
- Barreau de Québec, Districts judiciaires du Québec
- Code civil du Bas-Canada, Code criminel du Canada